# جوزيبي أندروز
جوزيبي أندروز (بالإنجليزية: Giuseppe Andrews)‏ مواليد 25 أبريل 1979 في فلوريدا، هو ممثل أمريكي بدأ مسيرته الفنية عام 1989.

## الأعمال
- مجانين 2001
- بوسطن العامة
- لم تقبل من قبل
- التاريخ الأمريكي إكس
- البلدة الفاضلة
- يوم الاستقلال

## وصلات خارجية
- جوزيبي أندروز على موقع IMDb (الإنجليزية)
- جوزيبي أندروز على موقع ألو سيني (الفرنسية)
- جوزيبي أندروز على موقع أول موفي (الإنجليزية)
- جوزيبي أندروز على موقع قاعدة بيانات الأفلام السويدية (السويدية)
- جوزيبي أندروز على موقع إن إن دي بي (الإنجليزية)
- جوزيبي أندروز على موقع قاعدة بيانات الفيلم (الإنجليزية)
- جوزيبي أندروز على موقع كينوبويسك (الروسية)